# Бурњак
Бурњак (фр. Bourgnac) насеље је и општина у југозападној Француској у региону Аквитанија, у департману Дордоња која припада префектури Периже.
По подацима из 2011. године у општини је живело 320 становника, а густина насељености је износила 35,32 становника/km². Општина се простире на површини од 9,06 km². Налази се на средњој надморској висини од 71 метар (максималној 158 m, а минималној 49 m).

## Демографија
| 1962. | 1968. | 1975. | 1982. | 1990. | 1999. | 2011. |
| ----- | ----- | ----- | ----- | ----- | ----- | ----- |
| 298   | 309   | 263   | 250   | 287   | 295   | 320   |

График промене броја становника у току последњих година